# Tambak (Langgam)
Tambak is een bestuurslaag in het regentschap Pelalawan van de provincie Riau, Indonesië. Tambak telt 2253 inwoners (volkstelling 2010).